# 経度

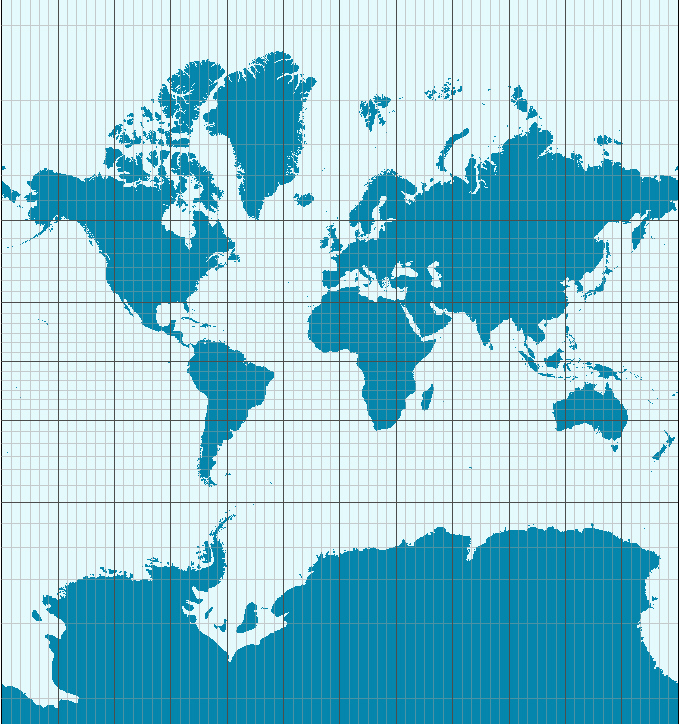
メルカトル図法による世界地図。縦の線が経線

経度（けいど、英語: Longitude, ドイツ語: Länge）とは、経緯度（＝経度・緯度。すなわち天体表面上の位置を示す座標）の一つである。以下、特に断らない限り、地球の経度について述べる。

## 概要
経度はその地点と北極・南極を通る大円と本初子午線（現在はIERS基準子午線が用いられる。ロンドンの旧グリニッジ天文台を通るグリニッジ子午線の東、約102.5 mの位置を通っている。）を通る大円とのなす角度で表される。グリニッジ子午線よりも東側を東経、西側を西経と言いそれぞれ180度まである。また東経に+（プラス）、西経に-（マイナス）を付けて表す場合もある。1度よりも細かい経度は、1度=60分=3600秒と分割して表現する（0.1度は6分となる）。
等しい経度の点を結んだ線を経線と言い、子（北）と午（南）とを結ぶ線であることから子午線とも言う。「経」は織物の縦糸の意味で経緯線を織物に見立てたものである。メルカトル図法の地図では、経線はグリニッジ子午線に平行な直線となる。つまり、経線の経とは縦という意味がある。
概ね経度180度の線が国際日付変更線となる。
経度は標準時を定める基準となる。日本の標準時である日本標準時（JST）は、兵庫県の明石市などを通る東経135度の時刻である。

## 経度1秒の緯線の長さ
緯線に沿う長さ（平行圏弧長）{\displaystyle \Delta l} は、その始点と終点の経度の差 {\displaystyle \Delta \lambda } に比例する。その比例係数は地理緯度 {\displaystyle \varphi } に依存し、
{\displaystyle \Delta l={\frac {a\cos \varphi }{\sqrt {1-e^{2}\sin ^{2}\varphi }}}\Delta \lambda }
と表せる。ここで、{\displaystyle a\,} 及び{\displaystyle e\,} はそれぞれ地球楕円体の赤道半径（長半径）及び離心率である。緯線周長の場合は {\displaystyle \Delta \lambda =2\pi } となり、経度1秒に相当する長さの場合は {\displaystyle \Delta \lambda =\pi /648000} となる。
地球楕円体としてGRS 80を採用した場合、{\displaystyle a\,} = （正確に）6 378 137m であり、{\displaystyle \,e} = 0.081 819 191 042 815 791（近似値）、{\displaystyle \,e^{2}} = 0.006 694 380 022 900 788（近似値）である。これらを用い、GRS 80地球楕円体表面上の代表的な地点と日本周辺における値を上記の式により計算すると次のとおりである。
| 緯度                               | 経度1秒の長さ    |
| ---------------------------------- | ---------------- |
| 0度(赤道)                          | 30.922 m         |
| 15度                               | 29.875 m         |
| 24度                               | 28.264 m         |
| 25度                               | 28.042 m         |
| 26度                               | 27.810 m         |
| 27度                               | 27.571 m         |
| 28度                               | 27.323 m         |
| 29度                               | 27.066 m         |
| 30度                               | 26.802 m         |
| 31度                               | 26.529 m         |
| 32度                               | 26.248 m         |
| 33度                               | 25.959 m         |
| 34度                               | 25.662 m         |
| 35度                               | 25.358 m         |
| 35度39分29秒1572（日本経緯度原点） | 25.153 128 762 m |
| 36度                               | 25.045 m         |
| 37度                               | 24.725 m         |
| 38度                               | 24.398 m         |
| 39度                               | 24.063 m         |
| 40度                               | 23.721 m         |
| 41度                               | 23.371 m         |
| 42度                               | 23.014 m         |
| 43度                               | 22.650 m         |
| 44度                               | 22.279 m         |
| 45度                               | 21.902 m         |
| 46度                               | 21.518 m         |
| 60度                               | 15.500 m         |
| 75度                               | 8.028 m          |
| 90度(極点)                         | 0.000 m          |

## 各経度の主要な都市
：注：経度の値は概略値
- 東経0〜60度
  - パリ（フランス・東経2度）
  - ベルリン（ドイツ・東経13度）
  - ケープタウン（南アフリカ・東経18度）
  - イスタンブール（トルコ・東経28度）
  - モスクワ（ロシア・東経38度）
  - バグダード（イラク・東経44度）
  - テヘラン（イラン・東経51度）
- 東経60〜120度
  - カーブル（アフガニスタン・東経69度）
  - デリー（インド・東経77度）
  - カトマンズ（ネパール・東経85度）
  - シンガポール（シンガポール・東経104度）
  - 北京（中国・東経116度）、
- 東経120〜180度
  - マニラ（フィリピン・東経121度）
  - 明石（日本・東経135度）
  - キャンベラ（オーストラリア・東経149度）
  - ウェリントン（ニュージーランド・東経175度）
- 西経0〜60度
  - マドリッド（スペイン・西経4度）
  - レイキャビク（アイスランド・西経22度）
  - リオデジャネイロ（ブラジル・西経43度）
  - ブエノスアイレス（アルゼンチン・西経58度）
- 西経60〜120度
  - ワシントンD.C.（アメリカ・西経77度）
  - シカゴ（アメリカ・西経87度）
  - デンバー（アメリカ・西経105度）
  - ロサンゼルス（アメリカ・西経118度）
- 西経120〜180度
  - ホノルル（アメリカ・西経157度）
  - ヌクアロファ（トンガ・西経175度）

## 経度をめぐる歴史
外洋航海がさかんになった16世紀以降において、航海中の自分の船の位置を知ることは安全な航海において重要になった。緯度は太陽の高さなどで比較的知り易いのに対し、経度は基準の経度の街の時間を正確に表示し続ける時計が入手できなかった時代には極めて困難であった。多くの国で、海上での経度の決定法の開発について懸賞がかけられた。
ガリレオ・ガリレイは木星の衛星イオの食の周期を自然の時計として用いる方法を提案した。トビアス・マイヤーは、月運行表を作成し、元々は地上の地図の作成を意図して作成されたが、海上での経度の決定法として賞金を得ている。
18世紀のジョン・ハリソンによる揺れる船上、温暖の差の激しい航海でも正確な時を刻むクロノメーター開発に関する物語はデーヴァ・ソベルの『経度への挑戦』に興味深く描かれている。

## 天文経度と地理経度
経度の決定方法としては、その地点の鉛直線に基づき、天文測量により経度基準点と測定地点の真上の赤経を同時に測定する、または同じ星の南中時刻の差を測定する方法が古くから使われていた。しかし重力は地下構造の影響をわずかに受けるため、鉛直線が正確に地軸へ向かうわけではなく、地軸を基準とした「経度」とは角度にして数秒〜数十秒の差が生じる場合があり、その差は場所によって複雑に異なる。天文測量で求まる経度を天文経度、地軸を基準とした経度を地理経度（または測地学的経度）という。地上測量を含めた複数の手段で求めた経度を測地学的経度と呼ぶ場合もある。
現在はGPSなど全地球的測位が可能になったため、比較的容易に地軸基準の経度を知ることができるが、19世紀〜20世紀に構築された測量体系は天文測量と地上測量に基づくものである。明治に策定された日本測地系の経緯度のずれが大きかったのは、日本付近の重力構造の複雑さが大きな要因である。